# Acérvulo

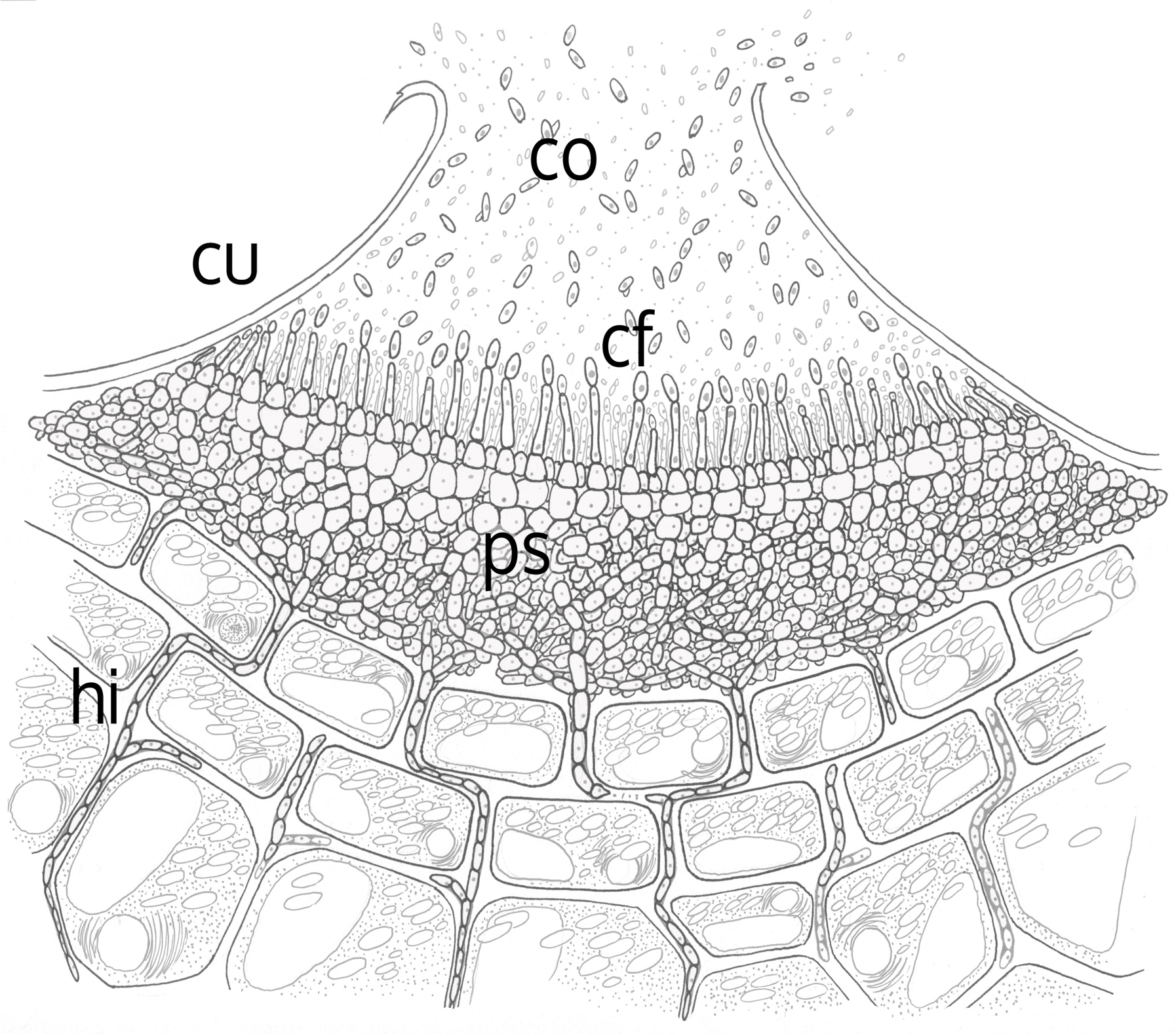
Morfología de un acérvulo. cu: cutícula, co: conidio, cf: conidióforo, ps: estroma pseudoparenquimático, hi: hifa.

Un acérvulo (del latín acervulus, diminutivo de montón) es un tipo de estructura reproductiva asexual presente en hongos imperfectos del orden Melanconiales.
Morfológicamente aparecen como un conjunto de conidióforos aseptados (hifas formadoras de conidios) estrechamente empaquetados sobre una superficie cóncava de aspecto almohadillado formada por un estroma pseudoparenquimático originado por el micelio del hongo. Cuando los produce un hongo parásito de un vegetal suele aparece por debajo de la cutícula de este y los conidios se diseminan al medio cuando las condiciones ambientales son favorables rompiendo el tejido vegetal.
Los conidios formados son aseptados, hialinos y de formas desde globosas a falciformes. Aparecen en el acérvulo expuesto embebidos en un material mucilaginoso que es disuelto por la lluvia, diseminándose al tiempo las esporas. La capacidad dispersiva de estas es muy limitada y generalmente no supera el metro de distancia.